# Kasper Jensen
Kasper Jensen (Aalborg, 7 ottobre 1982) è un ex calciatore danese, di ruolo portiere.

## Carriera
Nel corso della sua carriera ha giocato nella massima serie dei campionati danese (con Midtjylland e Silkeborg) e svedese (con il Djurgården).
Tra il 2005 e il 2010 ha militato anche per cinque stagioni in Germania, nella terza e nella seconda serie nazionale.